# 刘子善
刘子善（1926年11月—），男，汉族，安徽全椒人，中国书法家，一级美术师，曾任中国书法家协会理事。